# 放生寺
放生寺（日语：放生寺）是位于日本东京的高野山真言宗佛教寺庙，山号为光松山，庙内本尊为圣观音。放生寺亦为江户三十三个所第15处、御府內八十八箇所第30处。